# Antonio Acqua
Antonio Acqua (Roma, 5 novembre 1893 – Roma, 18 ottobre 1966) è stato un attore italiano.

## Biografia
Figlio primogenito di Camillo Acqua conte di Osimo, da cui ha ereditato il titolo, attore di carattere stabile, è stato scelto spesso per impersonare ufficiali, magistrati, ingegneri, avvocati, professionisti e ragionieri: sempre personaggi di secondo piano, cui l'attore aderisce in perfetta sintonia, ma quasi sempre a livello di figurazioni, talvolta senza che il suo nome compaia nei crediti del film.
Partecipò a numerose pellicole, alcune delle quali importanti, fra cui alcune dirette da Pietro Germi, in cui Acqua ha avuto ruoli di un certo rilievo, da Il ferroviere (1956) a Un maledetto imbroglio (1959), da Divorzio all'italiana (1961) - in cui impersona il parroco di un piccolo paese siciliano, che strabuzza gli occhi quasi incredulo di ciò che avviene in loco - a Signore & signori (1966).
Il ruolo che ha fatto conoscere Acqua al grande pubblico internazionale è stato quello dell'alto funzionario ministeriale nell'episodio Le tentazioni del dottor Antonio di Federico Fellini del film a episodi Boccaccio 70, nel quale impersona un superburocrate dall'accento barese tanto rispettabile e monumentale nell'aspetto quanto bizzarro nelle abitudini.
Antonio Acqua ha sostenuto un ruolo importante ne La via del Sud (1953), film nel quale impersona un vecchio generale che organizza la costruzione di un museo per ricordare le imprese e l'opera di colonizzazione degli italiani in Africa. Fu attivo anche in teatro, in compagnie primarie, ma sempre in ruoli di supporto.

## Filmografia

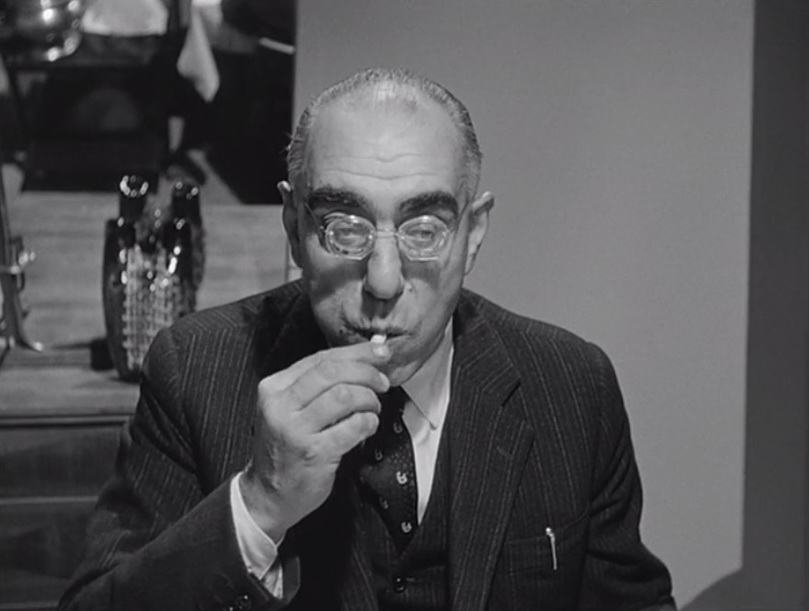
Antonio Acqua nel film L'arte di arrangiarsi (1954)

- Giuliano de' Medici, regia di Ladislao Vajda (1940)
- La cena delle beffe, regia di Alessandro Blasetti (1941)
- Don Cesare di Bazan, regia di Riccardo Freda (1942)
- Altri tempi - Zibaldone n. 1, regia di Alessandro Blasetti, episodio Ballo Excelsior (1952)
- Lo sceicco bianco, regia di Federico Fellini (1952)
- La via del Sud, regia di Enrico Cappellini (1953)
- La signora senza camelie, regia di Michelangelo Antonioni (1953)
- La domenica della buona gente, regia di Anton Giulio Majano (1953)
- L'arte di arrangiarsi, regia di Luigi Zampa (1954)
- In amore si pecca in due, regia di Vittorio Cottafavi (1954)
- Il ferroviere, regia di Pietro Germi (1956)
- Tempo di villeggiatura, regia di Antonio Racioppi (1956)
- Totò, Vittorio e la dottoressa, regia di Camillo Mastrocinque (1957)
- Amore e chiacchiere, regia di Alessandro Blasetti (1957)
- Ladro lui, ladra lei, regia di Luigi Zampa (1958)
- Le bellissime gambe di Sabrina, regia di Camillo Mastrocinque (1958)
- Il magistrato, regia di Luigi Zampa (1959)
- Costa Azzurra, regia di Vittorio Sala (1959)
- Un maledetto imbroglio, regia di Pietro Germi (1959)
- Madri pericolose, regia di Domenico Paolella (1960)
- I Teddy boys della canzone, regia di Domenico Paolella (1960)
- Totò, Fabrizi e i giovani d'oggi, regia di Mario Mattoli (1960)
- Le ambiziose, regia di Antonio Amendola (1960)
- Il vigile, regia di Luigi Zampa (1960)
- Divorzio all'italiana, regia di Pietro Germi (1961)
- L'oro di Roma, regia di Carlo Lizzani (1961)
- La rossa, regia di Helmut Käutner (1962)
- La marcia su Roma, regia di Dino Risi (1962)
- Boccaccio '70, regia di Federico Fellini, episodio Le tentazioni del dottor Antonio (1962)
- Lo smemorato di Collegno, regia di Sergio Corbucci (1962)
- Il giorno più corto, regia di Sergio Corbucci (1962)
- Gli onorevoli, regia di Sergio Corbucci (1963)
- 8½, regia di Federico Fellini (1963)
- Ercole contro i figli del sole, regia di Osvaldo Civirani (1964)
- Mondo pazzo... gente matta!, regia di Renato Polselli (1966)
- Signore & signori, regia di Pietro Germi (1966)
- Un angelo per Satana, regia di Camillo Mastrocinque (1966)
- I nostri mariti, regia di Luigi Filippo D'Amico, episodio Il marito di Roberta (1966)